# Verwandtenunterstützung
Unter Verwandtenunterstützung versteht man in der Schweiz das Konzept des sogenannten Elternunterhalts. Durch eine deutliche Anhebung der Freigrenzen von Einkommen und Vermögen bei den potentiell Unterhaltspflichtigen wird praktisch nur ein kleiner Teil der Bevölkerung tatsächlich zu Zahlungen herangezogen.
Die Prüfung der Beitragsfähigkeit von Verwandten in auf und absteigender Linie wird den Sozialbehörden nur noch in denjenigen Fällen empfohlen, in welchen das steuerbare Einkommen 120'000 Franken (für Alleinstehende) bzw. 180'000 Franken (für Ehepaare) übersteigt, ein Vermögensverzehr bereits inbegriffen. Der bisherige Zuschlag pro minderjährigem oder sich in Ausbildung befindlichem Kind wurde auf 20'000 Franken verdoppelt. Ebenso wurden die bisherigen Vermögensfreibeträge massiv erhöht. Sie wurden mit 250'000 Franken (für Alleinstehende) und 500'000 Franken (für Ehepaare) festgesetzt.
Diese höheren Freigrenzen tragen nicht nur den höheren Lebenshaltungskosten in der Schweiz gegenüber anderen EU-Staaten Rechnung, sondern auch einem anderen Sozialmodell der stärkeren Eigenvorsorge für Renten und beispielsweise Invaliditäten. Auch der Aufwand für die Kindeserziehung ist deutlich höher  als beispielsweise in Deutschland, so müssen Kinderkrippen privat bezahlt werden und kosten etwa 2'000 CHF pro Monat. Gegenüber der Eigenvorsorge und der Kindesfürsorge wird die Verwandtenunterstützung als nachrangig betrachtet.

## Grenzüberschreitende Unterhaltsforderungen
Die Besonderheiten können unter bestimmten Umständen zu Problemen führen. So beispielsweise bei grenzüberschreitenden Unterhaltsforderungen von ausserhalb der Schweiz lebenden Verwandten oder von Behörden an Personen mit Wohnsitz in der Schweiz. Dabei kann es sich auch um Ausgewanderte handeln, da der Wohnsitz und nicht die Staatsbürgerschaft entscheidend ist. Mit einigen Ländern gibt es völkerrechtliche Abkommen, so zwischen der Schweiz und Deutschland. Demnach ist bei von Amts wegen betriebenen Unterhaltsforderungen aus sogenanntem übergeleitetem Recht als Gerichtsstand allein der Aufenthaltsort des potentiell Unterhaltspflichtigen rechtsgültig. Sofern dies die Schweiz ist, sollte mit den Schweizer Freigrenzen gerechnet werden, die wie oben erklärt, an der Lebenssituation in der Schweiz bemessen sind. Dies kann dazu führen, dass ein in der Schweiz lebender potentiell Unterhaltspflichtiger keinen Unterhalt an seine Verwandten in Deutschland zahlen muss, auch wenn er bei weit geringerem Einkommen und Vermögen in Deutschland dazu verpflichtet wäre.
Trotz der völkerrechtlichen Regelung des Sachverhaltes handelt es sich bei den grenzüberschreitenden Unterhaltsforderungen nach wie vor um eine rechtliche Grauzone, da bisher keine Präzedenzurteile vorliegen. Tatsache ist, dass deutsche Behörden in erster Instanz die zwischenstaatlichen Regelungen oft ignorieren und versuchen, das deutsche Sozialrecht auf die deutschen Staatsbürger im Ausland anzuwenden, indem diese mit Auskunftsersuchen angeschrieben und Freigrenzen nach deutschem Modell berechnet werden. Obschon dies rechtlich im Ausland wahrscheinlich nicht durchsetzbar ist, hängt der Erfolg der von deutschen Behörden erhobenen Forderungen davon ab, ob die potentiell Unterhaltspflichtigen freiwillig oder aus Unkenntnis der Rechtslage bezahlen.